# Бюргштадт
Бюргштадт (нім. Bürgstadt) — громада в Німеччині, розташована в землі Баварія. Підпорядковується адміністративному округу Нижня Франконія. Входить до складу району Мільтенберг. Складова частина об'єднання громад Ерфталь.
Площа — 17,39 км2. Населення становить 4258 ос. (станом на 31 грудня 2020).